# Roman Forest, Texas
Roman Forest là một thị trấn thuộc quận Montgomery, tiểu bang Texas, Hoa Kỳ. Năm 2010, dân số của thị trấn này là 1538 người.

## Dân số
- Dân số năm 2000: 1279 người.
- Dân số năm 2010: 1538 người.